# Carin Göring

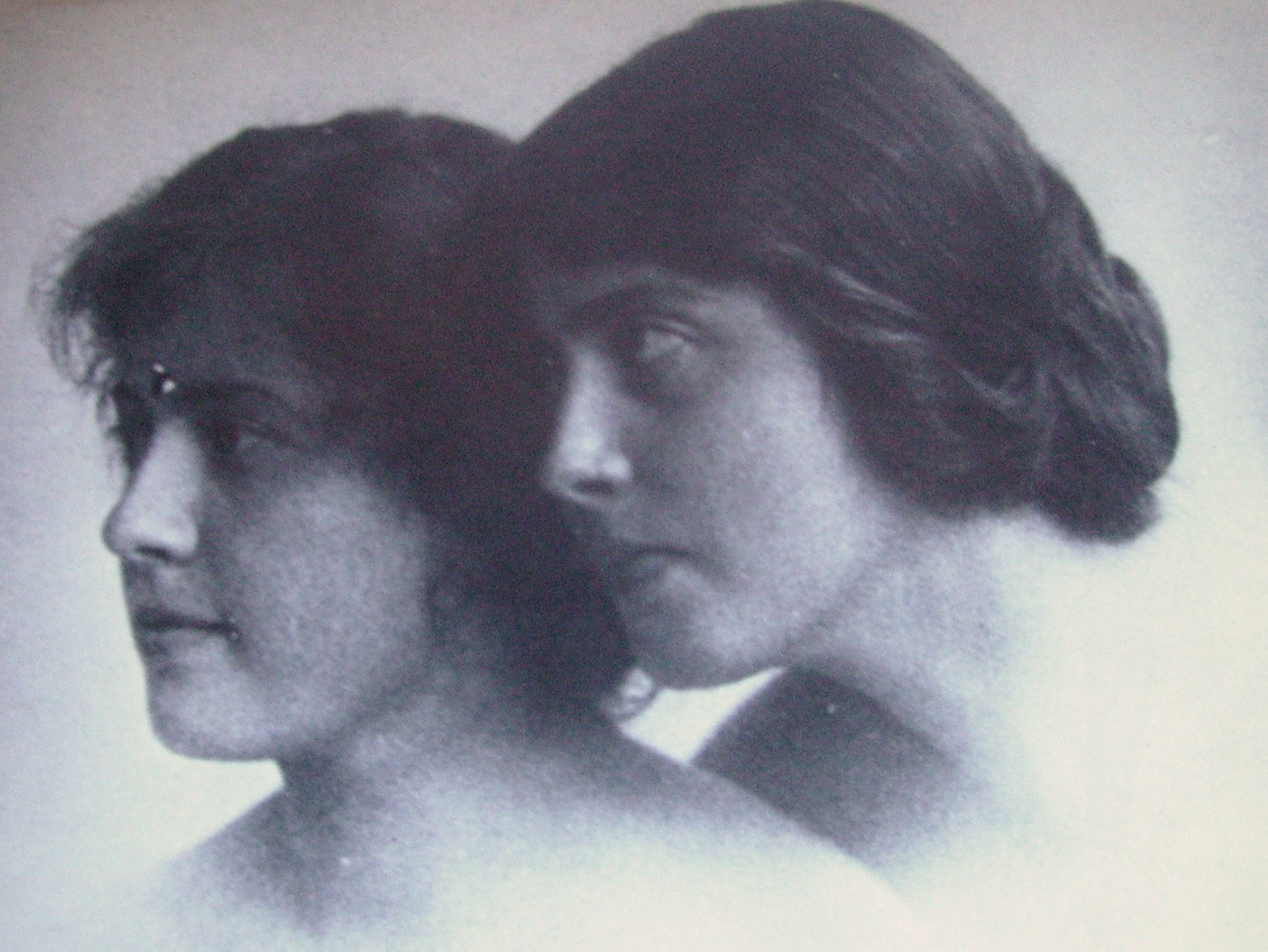
Carin z siostrą Lily

Carin Göring, z domu von Fock (ur. 21 października 1888 w Sztokholmie, zm. 17 października 1931 w Szwecji) – szwedzka arystokratka, pierwsza żona Hermanna Göringa, zwolenniczka narodowego socjalizmu.

## Rodzina
Carin urodziła się w stolicy Szwecji, była czwartą z pięciu córek pułkownika oraz dowódcy pułku Karla barona von Focka i Huldine z domu Beamish. Ojciec pochodził ze zubożałej westfalskiej rodziny szlacheckiej, która w XIX wieku przeniosła się do Szwecji, matka pochodziła z Irlandii, lecz wśród jej przodków po kądzieli byli również Szwedzi.
Siostry Carin:
- Mary, po mężu von Rosen, żona hrabiego Erica von Rosena,
- Fanny, po mężu von Wilamowitz-Moellendorf,
- Elsa, niezamężna.
- Lily.

Carin była członkiem religijnego stowarzyszenia utworzonego przez jej babkę o nazwie Związek Szarotki.

## Pierwsze lata
Hermann Göring był drugim mężem Carin. Pierwszym był oficer zawodowy i arystokrata baron Nils Gustav von Kantzow, z którym zawarła związek małżeński 7 lipca 1910. Z małżeństwa tego urodził się syn Thomas (ur. 1 marca 1913). Hermann poznał swoją przyszłą żonę 20 lutego 1920 na zamku Rockelstad w Szwecji, należącym do szwagra Carin, bogacza i podróżnika hrabiego Erika von Rosena. Latem 1920, nie zważając na męża i rodzinę oraz pozostawiając syna, Carin wyjechała z Göringiem – już wówczas swoim kochankiem – do Sztokholmu. Po dwóch latach przenieśli się do Monachium, gdzie została przedstawiona matce Göringa. Podróżowała z nim po południowych Niemczech, Bawarii i austriackich Alpach. Następnie wystąpiła do sądu o rozwód i uzyskała go 13 grudnia 1922. Kochankowie pobrali się 25 stycznia 1923 w Sztokholmie, a akt ślubu wydany został z datą 3 lutego 1923 w Obermenzing, dzielnicy Monachium, gdzie wówczas mieszkali. Pomimo rozstania Nils von Kantzow finansował utrzymanie domu Göringów w Monachium i troszczył się o ich utrzymanie, jednak wkrótce zaczął zdradzać objawy choroby psychicznej, a niedługo później zmarł.

## Pod wpływem Hitlera
W 1922 Carin i Göring poznali Adolfa Hitlera i od tej pory stali się jego wielkimi zwolennikami, podzielając jego nacjonalistyczne i antysemickie poglądy. Po nieudanym puczu monachijskim (8 listopada 1923), w którym Göring został ranny i zamierzał uniknąć odpowiedzialności karnej za udział, Carin uciekła z mężem potajemnie do Austrii. W lutym 1924 odwiedziła Hitlera, odsiadującego wyrok za kierowanie puczem w więzieniu w Landsbergu. Na jego polecenie Göringowie wyjechali do Włoch, próbując uzyskać pomoc Mussoliniego dla ruchu nazistowskiego. Ich misja zakończyła się fiaskiem. Następnie, przez Austrię, Czechosłowację i Polskę udali się do Szwecji. W 1927 Göring powrócił sam do Niemiec i podjął aktywną działalność polityczną. Przed wyborami do Reichstagu, w którym był czołowym kandydatem NSDAP na deputowanego, w maju 1928 sprowadził żonę do Berlina.
Carin była osobą słabego zdrowia – chorowała m.in. na dusznicę bolesną (angina pectoris), astmę oskrzelową i chorobę reumatyczną, często też zapadała na infekcje dróg oddechowych. Jej stan po powrocie do Niemiec systematycznie się pogarszał. Podczas gdy Göring jako partyjny mówca nieustannie był w drodze, jego żona przebywała w sanatoriach, jak na przykład w Kreuth w Bawarii, gdzie haftowała, projektowała ekstrawaganckie stroje dla Hermanna i dużo czytała. Hermina von Schönaich-Carolath, od 1922 druga żona ex-cesarza Wilhelma II w 1930 w Doorn w Holandii, poradziła chorej na gruźlicę Carin Göring, by udała się na leczenie do młodego śląskiego uzdrowiska – Polanicy-Zdroju. Tu odważny Georg Berlit, długoletni dyrektor uzdrowiska, zabronił spacerującej Carin noszenia odznaki partyjnej w parku zdrojowym uważając, że takie partyjne demonstracje zakłócają spokój uzdrowiska.

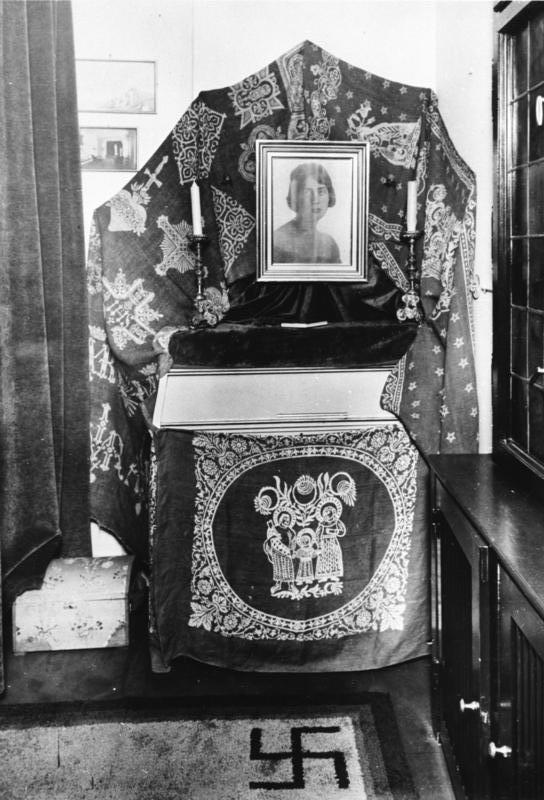
Ołtarzyk poświęcony Carin w berlińskim mieszkaniu Göringa, 1931

## Wyjazd i śmierć
We wrześniu 1931 Göringowie wyjechali do Szwecji. Sześć dni po przyjeździe do Szwecji, 25 września 1931, nieoczekiwanie, po krótkiej chorobie umarła matka Carin, Huldine von Fock. Carin zawsze była bardzo silnie związana ze swoją szwedzką rodziną, a szczególnie z matką, z którą nieustannie korespondowała. Śmierć matki była więc wstrząsem, który przyczynił się do szybkiego pogorszenia stanu zdrowia i gaśnięcia Carin. 17 października 1931 pod nieobecność męża, który powrócił do Niemiec, zmarła na gruźlicę.

## Pośmiertna odyseja zwłok
Po wystawieniu zwłok w Kaplicy Szarotki (kaplicy Związku Szarotki w posiadłości von Rosenów w Rockelstad) została pochowana 21 października 1931 (w 43 rocznicę swoich urodzin) na małym cmentarzu w Lovö koło Drottningholmu, letniej rezydencji rodziny Fock. Hermann Göring nigdy nie zerwał kontaktów ze szwedzkimi krewnymi swojej zmarłej żony. Na jej cześć wzniósł także podziemne mauzoleum w swojej posiadłości w Schorfheide, nazwanej także od jej imienia Carinhallem, w którym złożył doczesne szczątki żony, sprowadzone ze Szwecji 20 czerwca 1934. Przewiezieniu i złożeniu do grobu zwłok pani Göring nadano charakter uroczystości państwowej z udziałem ścisłej elity III Rzeszy, z Hitlerem na czele. W 1945 Göring nakazał zniszczyć swoją posiadłość przed zbliżającą się Armią Czerwoną oraz ukryć zwłoki Carin w pobliskim lesie. Żołnierze radzieccy, szukając skarbów, odnaleźli i zbezcześcili nowy grób Carin. Ostatecznie, przy pomocy miejscowego leśnika i berlińskiego pastora pochodzącego ze Szwecji, w 1951 szczątki Carin zostały skremowane w Berlinie, a urna z prochami została przekazana rodzinie Fock i ostatecznie spoczęła w pierwotnym grobie na cmentarzu w Lovö. W 1991 poszukiwacze skarbów natrafili na inną trumnę, z której szczątki przewieziono do badań w Szwecji, a w 2012 stosując analizę DNA zidentyfikowano ciało Carin Göring.

## Legenda Carin
Po przejęciu władzy przez narodowych socjalistów, Carin stała się kultową postacią reżimu. Przez propagandę nazistowską uważana była za wzór nordyckiej kobiety. Legendę Carin budowała m.in. jej siostra Fanny, autorka wydanej w 1933, już po śmierci siostry, biografii Carin. Książka stała się bestselerem w nazistowskich Niemczech (miała wiele wydań o łącznym nakładzie 733 tysięcy egzemplarzy do 1943).